# Station Trzebnik
Station Trzebnik is een spoorwegstation in de Poolse plaats Trzebnik.